# Jean-Marie Leclair

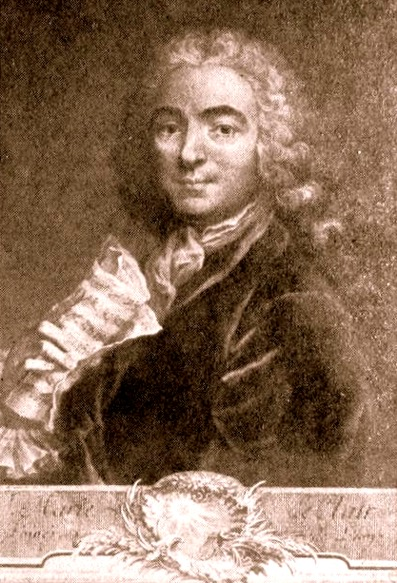
Jean Marie Leclair

Jean Marie Leclair, född den 10 maj 1697 i Lyon, död den 22 oktober 1764 (mördad) i Paris, var en fransk violinkompositör. 
Leclair föddes i Lyon, men flyttade i ungdomen till Turin för att studera dans och violin. Han återvände till Paris 1723 där han framträdde vid en Concert Spirituel. 1733 blev han utnämnd till ordinaire de la musique av Ludvig XV, men avgick 1737 efter en konflikt. Leclair engagerades därefter av prinsessan av Orange där han de närmaste fem åren arbetade vid hovet i Leeuwarden i tre månader för att övriga året tjänstgöra som privat kapellmästare i Haag. Från 1740 till sin död tjänstgjorde han hos hertigen av Gramont.
Leclair utmärker sig för känsla och rytmiskt behag i sina många violinsonater samt
violinkonserter, trior och duor med mera. Han skrev även uvertyrer och en opera, Glaucus et Scylla (1747).
Hans bröder Jean-Marie d.y. (1703-1777), Pierre (1709-1784) och Jean-Benoît (1714-efter 1759) var också musiker.

## Verk
- Op.1 12 Violinsonater
- Op.2 12 Violinsonater
- Op.3 6 Sonater för 2 violiner
- Op.4 6 Trios för 2 violiner och generalbas
- Op.5 12 Violinsonater
- Op.6 Récréation de musique i D-dur
- Op.7 6 Violinkonserter
- Op.8 Récréation de musique i g-moll
- Op.9 12 Violinsonater
- Op.10 6 Violinkonserter
- Op.11 Scylla et Glaucus, Opera, premiär i Paris 4 oktober 1746
- Op.12 6 Sonater för 2 violiner
- Op.13 3 Ouvertyrer för 2 violiner och generalbas samt 3 Trios för 2 violiner och generalbas
- Op.14 1 Trio för 2 violiner och generalbas i A-dur
- Op.15 1 Violinsonat i F-dur